# Astéroïde de type G
Le type G (ou classe G) est un type d'astéroïdes qui apparait dans la classification spectrale de Tholen (1984) dans laquelle il appartient au « groupe C », en proximité avec les types B, C et F. Il n'apparait plus dans les classifications ultérieures de Bus (ou SMASS-II) (1999) et de Bus-DeMeo (2009) dans lesquelles il se trouve redistribué parmi les types C, Cg, Cgh et Ch.
À fin 2023, la base de données « Small-Body Database » du Jet Propulsion Laboratory compte 980 astéroïdes pour lesquels le type spectral de Tholen est renseigné, dont 16 astéroïdes appartenant au type G (1,5 % ou 5 % des 320 astéroïdes appartenant au groupe C qui réunit les types B, C, F et G de Tholen),.

## Historique
Le type G a été introduit en 1984 par David J. Tholen dans le cadre de ses travaux sur une nouvelle démarche de classification spectrale basée sur le traitement statistique des récentes données de l'enquête Eight Color Asteroid Survey (ECAS). La lettre G a été choisie pour marquer une proximité avec le type F.

## Propriétés

### Description spectrale

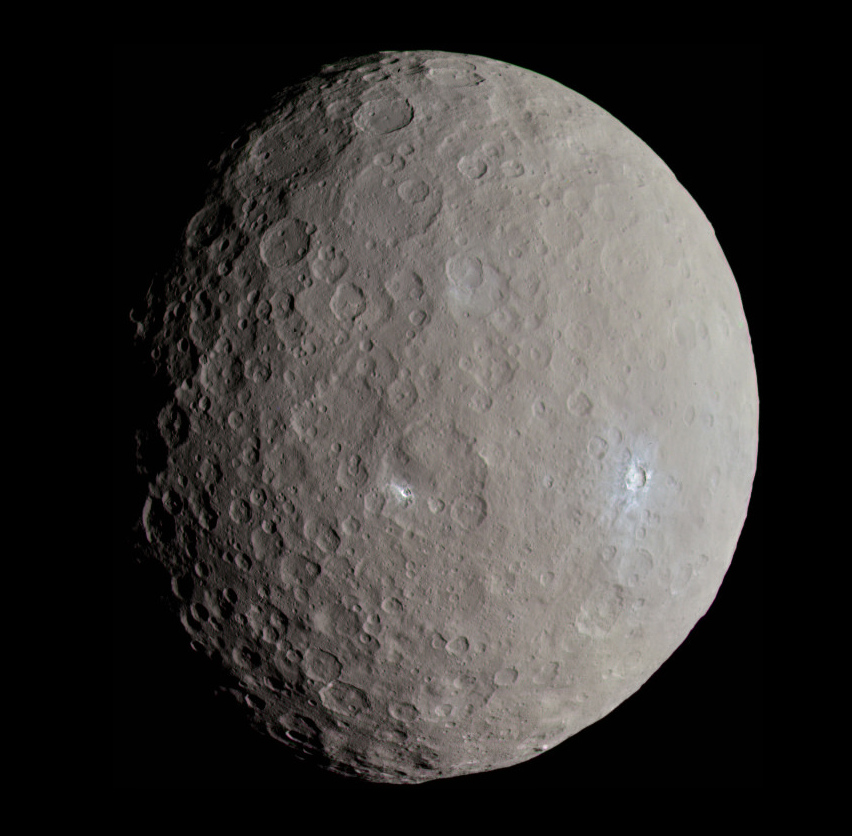
Cérès, le plus gros astéroïde de la ceinture principale, est de type G au sens de la classification de Tholen (et de type C au sens des classifications de Bus ou Bus-DeMeo).

La description spectrale originale issue des travaux de David J. Tholen est résumée ainsi (sous-entendu sur la plage spectrale 0,34-1,04 μm) : « absorption dans l'ultraviolet très forte avant 0,4 μm puis spectre plat après 0,4 μm ; diffère de la classe C par la force de l'absorption dans l'ultraviolet » et « albédo faible ». Des mesures fines montrent que certains peuvent également présenter une absorption peu profonde autour de 0,7 μm.
Les bandes spectrales utilisées par les classifications de Bus puis de Bus-DeMeo, commençant vers 0,45 μm, ne permettent pas une caractérisation aussi précise côté ultraviolet et donc cette identification du type G. Celui-ci se retrouve redistribué parmi les types C, Cg, Cgh et Ch, l'indice g indiquant une absorption avant 0,55 μm et l'indice h l'éventuelle absorption vers 0,7 μm.

### Hypothèses de composition et de liens avec les météorites
Les astéroïdes de type G sont comme ceux de type C souvent qualifiés de carbonés, mais leur composition reste mal connue. L'absorption peu profonde autour de 0,7 μm présentée par certains astéroïdes est indicative de minéraux de type phyllosilicates tels que l'argile ou le mica[réf. nécessaire].

## Exploration
La planète naine Cérès, explorée entre 2015 et 2018 par la sonde Dawn, est classée comme étant de type G dans la classification de Tholen, mais est aujourd'hui plus souvent considérée comme étant de type C au sens des classifications de Bus ou de Bus-DeMeo.